# Benzylbenzoaat
Benzylbenzoaat is een organische verbinding met als brutoformule C14H12O2. De verbinding is makkelijk te bereiden en heeft diverse toepassingen. Benzylbenzoaat is een kleurloze vloeistof, die onoplosbaar is in water.

## Synthese
Formeel kan deze verbinding beschouwd worden als de ester van benzoëzuur en benzylalcohol. Dit is dan ook een manier van bereiding: een zuur-gekatalyseerde verestering van beide reagentia. 
{\displaystyle {\ce {C6H5COOH + C6H5CH2OH -> C14H12O2 + H2O}}}
Een bereiding die uitgaat van 1 uitgangsstof, benzaldehyde is ook mogelijk, de Tisjtsjenko-reactie:

## Toepassingen
Benzylbenzoaat kent diverse toepassingen:
- Als insecticide voor parasitaire insecten zoals luizen en mijten. Het is dodelijk voor de schurftmijt en het wordt daarom gebruikt voor de behandeling van scabiës. Het is echter niet de eerste keus hiervoor, omwille van het irriterend karakter van de stof. Herhaald toepassen op de huid kan een eczeemachtige huidaandoening veroorzaken.
De stof is opgenomen in de lijst van essentiële geneesmiddelen van de WHO.
- Als fixeermiddel in geurstof composities. Het fixeermiddel zorgt dat de geur langer waarneembaar blijft.
- Als additief in voedingsmiddelen bij kunstmatige geur- en smaakstoffen.
- Als een weekmaker in cellulose en andere polymeren.
- Als oplosmiddel voor diverse stoffen.
- Als behandeling bij staart- en maneneczeem bij paarden.

## Toxicologie en veiligheid
Mensen met een allergie voor parfum dienen benzylbenzoaat te vermijden.